# Antonio Sanseverino
Antonio Sanseverino OSJH (* um 1477 in Neapel; † 17. oder 18. August 1543 in Rom) war ein italienischer Geistlicher, Erzbischof von Tarent und Kardinal.

## Leben

Wappen des Hauses Sanseverino

Er war das vierte der fünf Kinder und der zweite Sohn des neapolitanischen Patriziers Giovanni Antonio Sanseverino, signore von San Chirico, und dessen Ehefrau Enrichetta Carafa. Weitere Kardinäle aus der Familie Sanseverino waren Guglielmo Sanseverino, Federico Sanseverino, Lucio Sanseverino und Stanislao Sanseverino. Antonio Sanseverino wurde Ritter des Johanniterordens (des späteren Malteserordens). Papst Leo X. soll ihn in pectore zum Kardinal kreiert haben, doch da Fra’ Antonio zu jener Zeit Laie war, sei dies nie veröffentlicht worden; und da die Kardinalserhebung unter Umständen erfolgt sei, mit denen er nicht einverstanden war, sollen weder Leo X. noch dessen Nachfolger Hadrian VI. Sanseverino als gültig kreierten Kardinal angesehen haben.
Papst Clemens VII. kreierte Antonio Sanseverino im Konsistorium vom 21. November 1527 zum Kardinalpriester, den roten Hut und Santa Susanna als Titelkirche verlieh der Papst ihm am 27. April 1528 durch den Legaten Kardinal Lorenzo Campeggio. Kurz danach empfing Antonio Sanseverino durch Kardinal Alessandro Farnese, den späteren Papst Paul III., die Tonsur und am 29. April 1528 die niederen Weihen sowie die Weihe zum Subdiakon und die Diakonenweihe. Die Priesterweihe empfing Antonio Sanseverino, ebenfalls durch Kardinal Farnese, am 17. November 1528, der in derselben Zeremonie Kardinal Girolamo Grimaldi zum Subdiakon und zum Diakon weihte.
Bereits am 31. August 1528 war Antonio Sanseverino zum Erzbischof von Tarent ernannt worden, diesen Bischofssitz hatte er bis zu seinem Tod inne. Die Bischofsweihe spendete ihm am 21. Dezember 1531 in der Sixtinischen Kapelle Papst Clemens VII.; Mitkonsekratoren waren die Kardinäle Alessandro Farnese, Bischof von Ostia, Antonio Ciocchi del Monte, Bischof von Porto, und Andrea della Valle. Gemeinsam mit Antonio Sanseverino empfingen die Kardinäle Francisco de los Ángeles Quiñones, Francesco Cornaro und Giovanni Domenico De Cupis die Bischofsweihe.
Er optierte am 5. September 1534 zur Titelkirche Santa Maria in Trastevere. Antonio Sanseverino war Teilnehmer am Konklave 1534, in dem Papst Paul III. gewählt wurde. Als Kardinalprotektor des Kapuzinerordens widerstand er erfolgreich einem Zusammenschluss mit den Franziskaner-Observanten. Am 28. November 1537 optierte er zur Kardinalsklasse der Kardinalbischöfe und für das suburbikarische Bistum Palestrina. Er wurde am 21. April 1539 zusammen mit den Kardinälen Lorenzo Campeggio, Giacomo Simoneta und Girolamo Aleandro zum Legaten für das Konzil ernannt, das später als Konzil von Trient in die Geschichte eingehen sollte. Am 4. August 1539 optierte er für das suburbikarische Bistum Sabina und am 8. Januar 1543 für das Bistum Porto und Santa Rufina. Er war Subdekan des Heiligen Kollegiums.
Antonio Sanseverino starb in der Nacht vom 17. auf den 18. August 1543 und wurde in der römischen Kirche Santissima Trinità al Monte Pincio beigesetzt.